# بین‌الملل مراقبت از کودکان
بین‌الملل مراقبت از کودکان (انگلیسی: Children's Care International) یک سازمان غیرانتفاعی است که در سال ۲۰۰۰ پایه‌گذاری شد.

## مأموریت
مأموریت آن افتتاح مراکز توانبخشی در سراسر کشورهای در حال توسعه در آسیا، آفریقا و آمریکای لاتین است، تا به کودکانی که قربانی برده‌داری، گردشگری جنسی و سایر اقسام استثمار شده‌اند، کمک کند. این سازمان در مونترآل کانادا پایه‌گذاری شد، و از جانب تعدادی از حامیان حمایت مالی می‌شود، و وابسته به حمایت با ارزش شرکای خود بنام «آردار» (ARDAR)، «اوکسفام» (OXFAM) و حقوق کودکان عفو بین‌الملل و بسیاری دیگر می‌باشد. در ماه ژوئن سال ۲۰۰۳ سازمان کمک بین‌المللی برای کودکان یک مرکز رنگین کمان در آندرا پرادش هند افتتاح کرد تا آنرا با همکاری «آردار» یک محلی، برای کمک به آزادی کودکان از چنگ برده‌داری تبدیل کند. سازمان کمک بین‌المللی برای کودکان شروع به فراهم آوردن شرکایی از کمپانیها (تولیدکنندگان، عمده فروشان، خرده فروشان، صنعتگران و هنرمندان) که تولیدکننده و فروشنده اقلام مصرفی هستند، کرد. برخی از شرکا از جمله شرکت ورتیموند و شرکت اکوهاستیگ اجتماعاً پاسخگوی توسعه وب و میزبانی وب هستند، که ۲۰٪ درآمد خود را به مشتریان و سازمانهای خیریه می‌پردازند.